# Fișier batch
Fișier batch este un fișier text din MS-DOS, OS/2 sau Windows care conține o secvență de comenzi destinate a fi executate de un interpretor de comandă. După executarea un fișier batch, programul de interpretor (de obicei COMMAND.COM sau cmd.exe) îl citește linie cu linie și execută comenzile secvențial. Un fișier batch este analog cu shell script din sistemele de operare unix.

## Istorie
Suportul pentru fișierele batch a fost disponibil în MS-DOS de la început. Interpretorul de comandă ai acestui sistem (și mai târziu Windows) oferă două moduri de operare: interactiv (când utilizatorul confirmă executarea fiecărei comenzi de fișier batch) și normal (când toate comenzile fișierului batch sunt executate fără confirmare). Conceptul ambelor moduri a fost spicuit din interfețele de linie de comandă ale sistemelor de operare anterioare (cum ar fi CP / M) și shell-uri Unix.
Interpretorul de comandă din MS-DOS (și apoi din familia Windows 9x) se numește COMMAND.COM. Cel mai cunoscut fișier batch de pe aceste sisteme este AUTOEXEC.BAT, care este executat automat COMMAND.COM în timpul pornirii sistemului de operare.
Familia Windows NT (2000, XP și dincolo de aceasta) nu se bazează pe MS-DOS și include interpretorul cmd.exe, care este parțial compatibil cu COMMAND.COM. Unele dintre caracteristicile vechi ale COMMAND.COM nu sunt disponibile în ea, dar au apărut în schimb altele noi. COMMAND.COM este inclus în sistemele de tip NT pentru o mai bună compatibilitate inversă.

## Aplicare
Fișierele batch sunt utile pentru lansarea automată a aplicațiilor. Domeniul principal de aplicare este automatizarea celor mai de rutină operațiuni pe care utilizatorul computerului trebuie să le efectueze în mod regulat: de exemplu, copierea, mutarea, redenumirea, ștergerea fișierelor; lucrați cu foldere; arhivare, etc.